# Bohoušek & spol.
Bohoušek & spol. je kniha pro děti od Vojtěcha Steklače. Je jednou ze 
knih, které vyprávějí o partě kluků z pražských Holešovic. Poprvé vyšla v r. 1981 (další vydání 2003, 2009). 
Kniha později vyšla prakticky ve stejné podobě jako součást souboru Bořík, Bohoušek & spol. (1989).

## Příběh
Kniha vypráví o tom, jak se Bořík a jeho kamarádi Mirek, Čenda a Aleš rozhodnou unést třídního šprta Bohouška. 
Ve škole probíhá soutěž ve sběru. Když se kluci dozvědí, že první cenou je (údajně) motokára, pokusí se v soutěži zvítězit, ale vítězem se ovšem podvodem stane Bohoušek, který je jim neustále dáván za příklad. Kluky nespravedlnost natolik rozčílí, že se rozhodnou Bohouška unést. Bořík vymyslí plán, podle nějž kluci utečou z domova na místo svého letního tábora a lstí vylákají Bohouška, aby jel s nimi. Od začátku útěku jsou ovšem rozhodnuti, že budou pryč jenom od pátku do neděle a pak se vrátí domů. Na útěku prožijí různá dobrodružství, ale nakonec jsou dopadeni a vráceni domů už v neděli dopoledne. U rodičů sice mají průšvih, ale minimálně Bořík se u nich překvapivě dočká i pochopení – rodiče si uvědomí, že soutěž ve sběru byla nespravedlivá a že se poslední dobou k Boříkovi nechovali právě nejlépe. Nejdůležitější změna se ovšem odehraje s Bohouškem – po prožitém víkendu v přírodě zjistí, že by chtěl být jako ostatní kluci a přestane se chovat jako protivný šprt. Kluci jsou překvapeni jeho změnou, a přijmou ho do party. 
V pozdějších knihách je ovšem Bohoušek opět takovým jako zastara, takže zřejmě jeho proměna neměla dlouhé trvání. 
Protože je kniha o Bohouškovi, objevuje se tu i několik vedlejších historek o něm, v nichž se dozvíme mnoho o jeho charakteru.

## Zařazení příběhu
Není zcela jasné, kam v chronologii knih tento příběh patří, ale protože už kluci mají za oddílovou vedoucí Kateřinu, ale Bořík ještě nemá problémy se stěhováním, zřejmě patří mezi Pekelnou třídu a Mirka & spol. 